# Andelle
Andelle – rzeka we Francji, przepływająca przez tereny departamentów Eure oraz Sekwana Nadmorska, o długości 56,8 km. Stanowi prawy dopływ rzeki Sekwany.